# زقين زنبقي
زقين زنبقي (الاسم العلمي:Diascia lilacina) هو نوع من النباتات يتبع جنس الزقين من الفصيلة الغدبية.